# 3DISCO

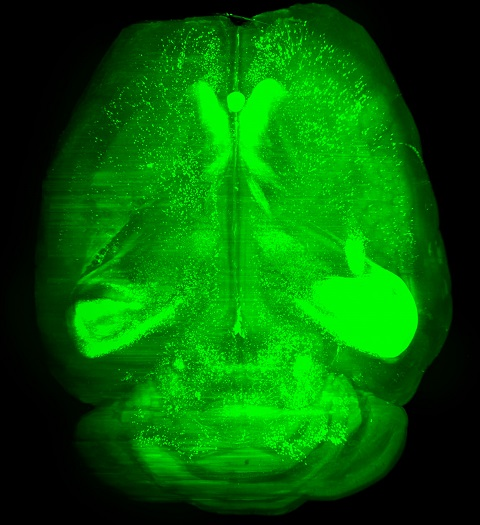
mozek myši domácí zobrazený metodou 3DISCO

3DISCO (zkratka z anglického "3D imaging of solvent-cleared organs", volně přeloženo 3D zobrazování orgánů zprůhledněných organickými rozpouštědly) je histologická metoda pomocí níž lze zprůhlednit biologické vzorky jako biopsie tkání či celé orgány. Využívají se k tomu organická rozpouštědla, která zajistí co největší podobnost indexů lomu vzorku a okolního média. Transparentní vzorky poté lze zobrazovat celé najednou pomocí fluorescenční mikroskopie, bez nutnosti časově náročného a pracného fyzického řezání a následné rekonstrukce 3D obrazové informace z těchto řezů.
Metoda byla původně vyvinuta pro zprůhlednění a zobrazování spinální míchy a mozku myší a pro výzkum v oblasti neurobiologie. Postupně však byla úspěšně modifikována a využita pro analýzu mnoha různých vzorků z více oblastí biologického výzkumu: celých myších těl, kmenových buněk, nádorové tkáně a v neposlední řadě ke zkoumání vývojových procesů u modelových organismů či lidských embryí.

## Historie a vznik metody
Využití organických rozpouštědel pro zprůhlednění tkání bylo poprvé popsáno již před sto lety německým anatomem Wernerem Spalteholzem. Kromě několika málo publikací však zůstala metoda na okraji zájmu po celé dvacáté století. Až v posledních dvou dekádách došlo k renesanci metod pro zprůhlednění tkání, zejména díky rychlému pokroku na poli nových mikroskopických technik, které umožňují trojrozměrné zobrazování objemných vzorků (konfokální, multifotonová či light sheet mikroskopie).
Autoři první novodobé techniky pro zprůhledňování tkání využili směsi organických rozpouštědel benzyl alkoholu a benzyl benzoátu (BABB) ke zprůhlednění myšího mozku a celého těla D. melanogaster. Tento roztok však poškozoval fluorescenční signál z GFP (zelený fluorescenční protein z anglického "green fluorescent protein") a navíc pomocí něho nebylo možné zprůhlednit výrazně myelinizované tkáně z dospělých jedinců. Tyto nevýhody vedly další autory k snaze najít vhodnější rozpouštědla, která by zachovávala signál z fluorescenčních proteinů a pomocí nichž by bylo možné dosáhnout efektivnějšího zprůhlednění vzorků. Z testovaných látek se jako nejlepší ukázaly tetrahydrofuran (THF) a dibenzyl ether (DBE). Na základě těchto poznatků byl v roce 2012 publikován 3DISCO protokol pro projasňování tkáni.

## 3DISCO protokol
3DISCO protokol se skládá ze tří hlavních kroků:
1. dehydratace tkáně pomocí THF
2. extrakce lipidů inkubací v dichlormethanu (DCM)
3. sjednocení indexů lomu ponořením vzorku do DBE

### Princip protokolu
Biologické vzorky (tkáně) jsou heterogenní struktury tvořené mnoha složkami (voda, lipidy, proteiny) s rozdílnými chemickými a fyzikálními vlastnostmi. Například voda má index lomu 1,33 zatímco lipidy a proteiny mají index lomu okolo 1,4 - 1,45. Výsledkem těchto rozdílů v indexech lomu jednotlivých složek tkáně je rozptyl světla procházejícího vzorkem a ztráta rozlišení či signálu při pozorování vzorků silnějších než několik desítek mikrometrů. Postupná dehydratace a delipidace tkáně, následovaná zobrazováním v médiu s indexem lomu blízkým zobrazovaným strukturám, vede ke snížení rozptylu světla a ve výsledku ke zprůhlednění vzorku.
Celý protokol pak vypadá následovně: po fixaci tkáně a jejím případném barvení, je vzorek dehydratován inkubací v čím dál koncentrovanějších roztocích THF ve vodě (50%, 70%, 80% a 100%). Díky absenci alkoholových, aldehydových či ketonových skupin je THF méně reaktivní a zachovává fluorescenci lépe než jiná dehydratační činidla. Po dehydrataci je vzorek ponořen nejdříve do DCM a poté do DBE pro co nejlepší sjednocení indexů lomu zobrazované tkáně a okolního média, tak aby docházelo k co nejmenšímu rozptylu světla. V DBE jsou vzorky posléze zobrazovány a případně v něm mohou být i skladovány.

### Značení
3DISCO protokol byl původně vyvinutý a je nejvhodnější pro pozorování fixovaných vzorků značených co nejsilnějšími fluorofory, ideálně z transgenních modelových organismů exprimujících GFP. Pro vzorky barvené fluorescenčně značenými protilátkami byl protokol optimalizovaný a publikovaný pod názvem iDISCO (viz kapitolu Modifikace a využití).

### Výhody a nedostatky metody
Celý protokol je relativně jednoduchý na provedení, v podstatě vyžaduje jen výměnu jednotlivých roztoků a vybavení běžně dostupné v biologické laboratoři. Celý proces od fixace vzorku po jeho zobrazení zabere jen několik desítek hodin. To je relativně krátká doba, obzvlášť ve srovnání s alternativou v podobě fyzického řezání vzorku, barvení jednotlivých řezů a jejich následného zobrazování což může zabrat i týdny při analýze stejně objemné tkáně. 3DISCO je navíc možné použít na různé tipy tkání a orgánů (plíce, slezina, lymfatické uzliny, mozek, mléčné žlázy či nádorovou tkáň).
Největšími nedostatky 3DISCO jsou delipidace tkáně během zprůhledňování a tím daná nekompatibilita s lipofilními barvivy, zmenšení tkáně během zprůhledňování, částečná degradace fluorescence, a agresivita použitých chemikálií (jejich toxicita a schopnost poškozovat optiku mikroskopů).

## Modifikace a využití
Následující kapitola obsahuje vybrané příklady ilustrující vývoj metod pro zprůhledňovaní tkání založených na organických rozpouštědlech. Neposkytuje vyčerpávající přehled všech publikovaných modifikací a použití.

### Modifikace
Díky své univerzalitě byla 3DSICO metoda velmi brzy implementována i dalšími laboratořemi, v kombinaci s různými metodickými přístupy k barvení tkáně (retrográdní značení, či značení protilátkami - iDISCO) či při aplikaci na specifické vzorky (celé modelové organismy - uDISCO, specificky fixované vzorky lidské tkáně - DIPCO).
iDISCO (z anglického “immunolabeling-enabled imaging of solvent-cleared organs“, volně přeloženo zobrazování orgánů zprůhledněných organickými rozpouštědly umožňující barvení protilátkami) je modifikace metodiky zahrnující inkubaci tkáně v metanolu, peroxidu vodíku, detergentech a dimetylsulfoxidu ještě před samotným barvením protilátkami a zprůhledňováním. Tato příprava tkáně jednak snižuje autofluorescenci vzorku a zlepšuje poměr signálu k šumu a navíc zlepšuje prostupnost tkáně pro protilátky. Díky tomu je možné obarvit protilátkami a následně projasnit a analyzovat vzorky jako celá myší embrya či celé orgány.
uDISCO (z anglického “ultimate imaging of solvent-cleared organs“, volně přeloženo ultimativní zobrazování orgánů zprůhledněných organickými rozpouštědly) je metoda ve které autoři využili jedné ze zdánlivých nevýhod původního protokolu – zmenšení tkání během projasňování. Použitím terc-butanolu místo THF tento efekt ještě zesílili, díky čemuž pak mohli pozorovat ještě objemnější vzorky (které se zmenšily během projasňování) až do velikosti dospělých jedinců myší.
DIPCO (z anglického "diagnosing immunolabelled paraffin-embedded cleared organs”, volně přeloženo diagnostika imunoznačených zprůhledněných orgánů skladovaných v parafínu) metodika kombinuje deparafinizaci formalinem fixovaných a v parafínu uskladněných vzorků (FFPE z anglického "formalin-fixed parafin-embeded")  nádorové tkáně a jejich značení a zprůhlednění podle iDISCO protokolu. FFPE vzorky nádorové tkáně jsou skladované v biobankách po celém světě a široce využívané k diagnostice. Jejich komplexní analýza může pomoct zlepšit stratifikaci pacientů s nádorovým onemocněním.

### Využití
Metody pro zprůhlednění tkáně, včetně 3DISCO, byly původně vyvíjeny hlavně vědci zaměřujícími se na neurobiologii. Vzhledem ke strukturní i funkční komplexitě nervového systému je jeho výzkum s využitím klasických metod histologie velmi pracný a časově náročný, a možnost mikroskopicky analyzovat velké objemy tkáně je v neurobiologii velmi žádoucí. Většina publikovaných prací je tak zaměřená hlavně na studium centrální nervové soustavy (CNS) u myší, které jsou významným modelovým organismem neurobiologie. Sami autoři 3DISCO metodiky ji využili ke studiu regenerace myší CNS po zranění: mapování trajektorií axonů a kvantifikaci mikroglií a astrocytů. iDISCO modifikace protokolu byla využita ke studiu mozkové aktivity či pro mapování amyloidních plaků, mikroglií a vaskularizace jak u modelových organismů tak u pacientů s Alzheimerovou nemocí.
V posledních letech je kromě studií z oblasti neurobiologie publikováno i množství prací z jiných oborů, využívajících zprůhlednění tkáně organickými rozpouštědly. Příkladem jsou studie věnující se lokalizaci kmenových buněk po transplantaci, zobrazování různých vývojových stadií lidských embryí, či diagnostice nádorové tkáně.